# Kerry Ingram
Pour les articles homonymes, voir Ingram.
Kerry Danielle Ingram, née le 26 mai 1999 à Slough en Angleterre, est une actrice anglaise connue pour son rôle de Shireen Baratheon dans la série télévisée Game of Thrones, mais aussi pour le rôle de Becky dans la série Zoe et Raven, diffusée sur Netflix en 2017.

## Biographie
De novembre 2010 à janvier 2011, elle joue dans la comédie musicale Matilda the Musical. À partir de 2013, elle est engagée pour interpréter le rôle de Shireen Baratheon dans la série télévisée Game of Thrones diffusée sur HBO aux États-Unis.
En 2017, elle joue dans la série dramatique Netflix : Zoé et Raven. Elle interprète le personnage de Becky, une amie de Zoé et une passionnée de chevaux. La série comporte 30 épisodes pour 3 saisons avec 2 téléfilms spéciaux.

## Vie privée
Kerry Danielle Ingram est d' origine maltaise, son grand-père étant originaire de Mqabba, elle a obtenu la nationalité maltaise en 2020. Elle vit à Warfield, un village britannique du Berkshire, avec sa mère Sully, sa sœur et son frère.

## Filmographie

### Cinéma
- 2009 : Robin des Bois (Robin Hood) de Ridley Scott : une enfant du village (non créditée)
- 2010 : Cadavres à la pelle (Burke and Hare) de John Landis : une enfant des rues (non créditée)
- 2012 : Les Misérables de Tom Hooper

### Télévision
- 2013-2015 : Game of Thrones : Shireen Baratheon (10 épisodes)
- 2014-2016 : Doctors : Hannah Delvin / Lois Wren (4 épisodes)
- 2015 : Wolf Hall : Alice Williamson enfant (1 épisode)
- 2016 : Barbarians Rising (en) : Hilde (1 épisode)
- 2017-2019: Zoe et Raven (Free Rein) : Becky (saison 1, 2 & 3)

## Voix françaises
En France, Kerry Ingram est doublée par Claire Tefnin et Lisa Caruso.
Claire Tefnin dans :
- Zoé et Raven (série télévisée)
- Zoé et Raven : Noël Ensemble (téléfilm)
- Zoé et Raven : La Saint Valentin (téléfilm)

Lisa Caruso dans :
- Game of Thrones (série téléviséé)